# Campionato mondiale di enduro 2009
Il Campionato mondiale di enduro 2009 ventesima edizione della competizione ha avuto inizio in Portogallo il 21 marzo ed è terminata in Francia il 13 settembre dopo 8 prove disputate.
Le vittorie delle rispettive categorie sono andate al pilota finlandese Mika Ahola (al terzo titolo iridato consecutivo, seppure in categorie diverse) su Honda nella E1, al francese Johnny Aubert su KTM nella E2 e allo spagnolo Iván Cervantes su KTM nella E3.

## Sistema di punteggio e legenda
| Pos.  | 1  | 2  | 3  | 4  | 5  | 6  | 7  | 8  | 9  | 10 | 11 | 12 | 13 | 14 | 15 | 16 | 17 | 18 | 19 | 20 | 21 > |
| ----- | -- | -- | -- | -- | -- | -- | -- | -- | -- | -- | -- | -- | -- | -- | -- | -- | -- | -- | -- | -- | ---- |
| Punti | 25 | 22 | 20 | 18 | 16 | 15 | 14 | 13 | 12 | 11 | 10 | 9  | 8  | 7  | 6  | 5  | 4  | 3  | 2  | 1  | 0    |

## E1

### Calendario
| Prova | Data            | Gran Premio                              | Località       | Vincitore gara 1 | Vincitore gara 2 |
| ----- | --------------- | ---------------------------------------- | -------------- | ---------------- | ---------------- |
| 1     | 21-22 marzo     | Gran Premio "Polisport" di Portogallo    | Peñafiel       | Mika Ahola       | Mika Ahola       |
| 2     | 28-29 marzo     | Gran Premio "AMV" di Spagna              | Igualada       | Mika Ahola       | Simone Albergoni |
| 3     | 18-19 aprile    | Gran Premio "Surflex" d'Italia           | Iglesias       | Mika Ahola       | Mika Ahola       |
| 4     | 13-14 giugno    | Gran Premio "Bike Magazine" di Finlandia | Riihimäki      | Mika Ahola       | Mika Ahola       |
| 5     | 20-21 giugno    | Gran Premio "IRS" della Slovacchia       | Púchov         | Mika Ahola       | Mika Ahola       |
| 6     | 18-19 luglio    | Gran Premio "Maxxis" del Messico         | Valle de Bravo | Antoine Meo      | Antoine Meo      |
| 7     | 29-30 agosto    | Gran Premio "Maxxis" di Grecia           | Serres         | Antoine Meo      | Antoine Meo      |
| 8     | 12-13 settembre | Gran Premio "AMV" di Francia             | Saint-Flour    | Antoine Meo      | Antoine Meo      |

### Classifiche finali

#### Piloti
| Pos. | Pilota           | Moto      | Punti |
| ---- | ---------------- | --------- | ----- |
| 1    | Mika Ahola       | Honda     | 373   |
| 2    | Antoine Meo      | Husqvarna | 358   |
| 3    | Simone Albergoni | KTM       | 305   |
| 4    | Eero Remes       | KTM       | 253   |
| 5    | Thomas Oldrati   | KTM       | 237   |
| 6    | Julien Gauthier  | Honda     | 217   |
| 7    | Felipe Zanol     | Yamaha    | 143   |
| 8    | Marc Bourgeois   | Husqvarna | 137   |
| 9    | Fabien Planet    | KTM       | 134   |
| 10   | Marc Germain     | Yamaha    | 119   |
| 11   | Maurizio Gerini  | KTM       | 119   |
| 12   | Jordan Curvalle  | Sherco    | 107   |
| 13   | Jakub Horak      | KTM       | 99    |
| 14   | Jari Mattila     | Suzuki    | 66    |
| 15   | Xavier Galindo   | KTM       | 64    |

#### Costruttori
| Pos. | Costruttore | Punti |
| ---- | ----------- | ----- |
| 1    | HM Honda    | 373   |
| 2    | Husqvarna   | 358   |
| 3    | KTM         | 323   |
| 4    | Yamaha      | 232   |
| 5    | Sherco      | 107   |
| 6    | Suzuki      | 66    |
| 7    | Kawasaki    | 53    |
| 8    | TM          | 38    |
| 9    | Honda       | 20    |

## E2

### Calendario
| Prova | Data            | Gran Premio                              | Località       | Vincitore gara 1 | Vincitore gara 2 |
| ----- | --------------- | ---------------------------------------- | -------------- | ---------------- | ---------------- |
| 1     | 21-22 marzo     | Gran Premio "Polisport" di Portogallo    | Peñafiel       | Johnny Aubert    | Johnny Aubert    |
| 2     | 28-29 marzo     | Gran Premio "AMV" di Spagna              | Igualada       | Johnny Aubert    | Johnny Aubert    |
| 3     | 18-19 aprile    | Gran Premio "Surflex" d'Italia           | Iglesias       | Johnny Aubert    | Johnny Aubert    |
| 4     | 13-14 giugno    | Gran Premio "Bike Magazine" di Finlandia | Riihimäki      | Johnny Aubert    | Johnny Aubert    |
| 5     | 20-21 giugno    | Gran Premio "IRS" della Slovacchia       | Púchov         | Johnny Aubert    | Johnny Aubert    |
| 6     | 18-19 luglio    | Gran Premio "Maxxis" del Messico         | Valle de Bravo | Johnny Aubert    | Johnny Aubert    |
| 7     | 29-30 agosto    | Gran Premio "Maxxis" di Grecia           | Serres         | Johnny Aubert    | Juha Salminen    |
| 8     | 12-13 settembre | Gran Premio "AMV" di Francia             | Saint-Flour    | Juha Salminen    | Rodrig Thain     |

### Classifiche finali

#### Piloti
| Pos. | Pilota               | Moto      | Punti |
| ---- | -------------------- | --------- | ----- |
| 1    | Johnny Aubert        | KTM       | 325   |
| 2    | Juha Salminen        | BMW       | 319   |
| 3    | Joakim Ljunggren     | Husaberg  | 261   |
| 4    | Cristobal Guerrero   | Yamaha    | 250   |
| 5    | Rodrig Thain         | TM        | 225   |
| 6    | Bartosz Oblucki      | Husqvarna | 219   |
| 7    | Alessandro Belometti | KTM       | 212   |
| 8    | Valtteri Salonen     | Husaberg  | 155   |
| 9    | Simo Kirssi          | BMW       | 151   |
| 10   | Fabrizio Dini        | Beta      | 141   |
| 11   | Nicolas Deparrois    | Gas Gas   | 136   |
| 12   | Oscar Balletti       | Honda     | 130   |
| 13   | Mike Hartmann        | Husaberg  | 79    |
| 14   | Erwin Plekkenpol     | Honda     | 76    |
| 15   | Antoine Letellier    | Aprilia   | 69    |

#### Costruttori
| Pos. | Costruttore | Punti |
| ---- | ----------- | ----- |
| 1    | KTM         | 368   |
| 2    | BMW         | 319   |
| 3    | Yamaha      | 275   |
| 4    | Husaberg    | 270   |
| 5    | TM          | 229   |
| 6    | Husqvarna   | 226   |
| 7    | HM Honda    | 159   |
| 8    | Gas Gas     | 133   |
| 9    | Kawasaki    | 76    |
| 10   | Aprilia     | 73    |

## E3

### Calendario
| Prova | Data            | Gran Premio                              | Località       | Vincitore gara 1    | Vincitore gara 2    |
| ----- | --------------- | ---------------------------------------- | -------------- | ------------------- | ------------------- |
| 1     | 21-22 marzo     | Gran Premio "Polisport" di Portogallo    | Peñafiel       | Iván Cervantes      | Iván Cervantes      |
| 2     | 28-29 marzo     | Gran Premio "AMV" di Spagna              | Igualada       | Iván Cervantes      | Iván Cervantes      |
| 3     | 18-19 aprile    | Gran Premio "Surflex" d'Italia           | Iglesias       | Sebastien Guillaume | Iván Cervantes      |
| 4     | 13-14 giugno    | Gran Premio "Bike Magazine" di Finlandia | Riihimäki      | Iván Cervantes      | Iván Cervantes      |
| 5     | 20-21 giugno    | Gran Premio "IRS" della Slovacchia       | Púchov         | Christophe Nambotin | Christophe Nambotin |
| 6     | 18-19 luglio    | Gran Premio "Maxxis" del Messico         | Valle de Bravo | Sebastien Guillaume | Iván Cervantes      |
| 7     | 29-30 agosto    | Gran Premio "Maxxis" di Grecia           | Serres         | Iván Cervantes      | Iván Cervantes      |
| 8     | 12-13 settembre | Gran Premio "AMV" di Francia             | Saint-Flour    | Christophe Nambotin | Christophe Nambotin |

### Classifiche finali

#### Piloti
| Pos. | Pilota              | Moto      | Punti |
| ---- | ------------------- | --------- | ----- |
| 1    | Iván Cervantes      | KTM       | 366   |
| 2    | Christophe Nambotin | Gas Gas   | 342   |
| 3    | Sebastien Guillaume | Husqvarna | 325   |
| 4    | Samuli Aro          | KTM       | 258   |
| 5    | Marcus Kehr         | KTM       | 226   |
| 6    | Fabio Mossini       | Honda     | 213   |
| 7    | Marko Tarkkala      | BMW       | 197   |
| 8    | Rudy Cotton         | Beta      | 129   |
| 9    | Alessandro Botturi  | KTM       | 123   |
| 10   | Bjorne Carlsson     | Husaberg  | 92    |
| 11   | Michal Kadlecek     | TM Racing | 68    |
| 12   | Jordi Figueras      | Gas Gas   | 58    |
| 13   | Mark Risse          | Gas Gas   | 51    |
| 14   | David Knight        | BMW       | 45    |
| 15   | Gordon Clarke       | TM Racing | 42    |

#### Costruttori
| Pos. | Costruttore | Punti |
| ---- | ----------- | ----- |
| 1    | KTM         | 378   |
| 2    | Gas Gas     | 342   |
| 3    | Husqvarna   | 325   |
| 4    | HM Honda    | 213   |
| 5    | BMW         | 205   |
| 6    | Beta        | 129   |
| 7    | Husaberg    | 103   |
| 8    | TM          | 93    |
| 9    | Yamaha      | 40    |